# جومیان
روستای جومیان ، روستایی است از توابع بخش مرکزی شهرستان خوسف، واقع در استان خراسان جنوبی که بر اساس سرشماری سال ۱۳۸۵ مرکز آمار ایران، جمعیت آن بالغ بر ۳۵۷ نفر بوده است .

## منبع
1. ↑  «پایگاه اینترنتی مرکز آمار ایران». بایگانی‌شده از اصلی در ۱۴ نوامبر ۲۰۰۹. دریافت‌شده در ۳۱ ژانویه ۲۰۰۸.